# Gabylonia
María Gabriela Vivas Sojo (Caracas, 3 de abril de 1987) conocida artísticamente como Gabylonia es una rapera y compositora venezolana. Se caracteriza por sus letras personales, alejadas de las drogas y la delincuencia, y por sus críticas sociales, incluyendo críticas al chavismo. 
Gabylonia figura en el puesto número veintitrés de la lista de los «50 grandes raperos en la historia del rap en español», publicada por la revista estadounidense Rolling Stone.

## Biografía
Se introdujo en el mundo del rap a los 13 años gracias a su hermano. En sus comienzos forma parte de la banda Escuadrón X y participa en batallas de freestyle (también conocidas como batallas de gallos). En su juventud estuvo muy influenciada por la salsa.
A finales de 2009 saca su primer álbum, Hip Hop inteligente en frasco pequeño, subido a su página web y que podía descargarse de manera gratuita. Contenía 13 canciones y consiguió más de 300.000 descargas. Gracias a este trabajo gana el premio Under a Mejor rapera venezolana.
Ese año también participa en la película Son de la calle, basada en el mundo del rap venezolano, siendo la única rapera en aparecer.
Al año siguiente participa en el tema A pesar de todo de Al2 El Aldeano con la que consigue renombre internacional.
En 2012 saca el tema Abuso de poder, seguramente su canción más famosa. En ella crítica la brutalidad policial y estatal contra los ciudadanos. Debido a esta canción fue interrogada Cuerpo de Investigaciones Cientíﬁcas, Penales y Criminalísticas (CICPC), denunciando la rapera presiones por parte de la policía. El éxito de la canción hace que en 2015 saque un remix, con colaboraciones de raperos de la talla de Canserbero, El B, ZPU o C-Kan.
En 2014 colabora en la canción Somos de Jarabe de palo junto con Monste La Duende. La canción acaba siendo nominada a los Grammy Latinos a mejor canción de rock.
En 2016 saca su segundo álbum Lavoe. El nombre del disco es un homenaje a Héctor Lavoe.
En 2019 saca su tercer álbum, Dunamis.
Colaboró con la banda sonora del videojuego Far Cry 6, estrenado en 2021.
En 2022 fue la presentadora de la final de la batalla de freestyle de Estados Unidos patrocinada por Red Bull.

## Discografía
Sencillos y videoclips
- A pesar de todo (2010) con Al2 El Aldeano
- Abuso De Poder (2012)
- Abuso De Poder (remix) (2015) con Canserbero, El B, ZPU, C-Kan, Norick (Rapper School), Silvito, I Nesta, Rotwaila y Químico
- Raploncesto (2015) con Akapellah, Reke, Apache, Acrop, Gona y IceOd
- Decimos Plomo (2015) con Akapellah
- Game over (2015)
- Sin Mirar Atrás (2016)
- Canto (2018) con Jhamy
- Siempre Soñe (2018)
- Madre (2018)
- BOOMBAP (2020)
- Madre soltera (2020)
- Dinero (2020)
- Tú y Yo Nunca (2020)
- Tirano (2021)
- I love rap (2021)
- Las cosas cambian (2021) con Horus
- Cobarde no hace historia (2021)
- Momento (2021) con Víctor Drija
- Carpe Diem (2022)

Álbumes de estudio
- Hip Hop inteligente en frasco pequeño (2009)
- Lavoe (2016)
- Dunamis (2019)